# Provenzano DJ

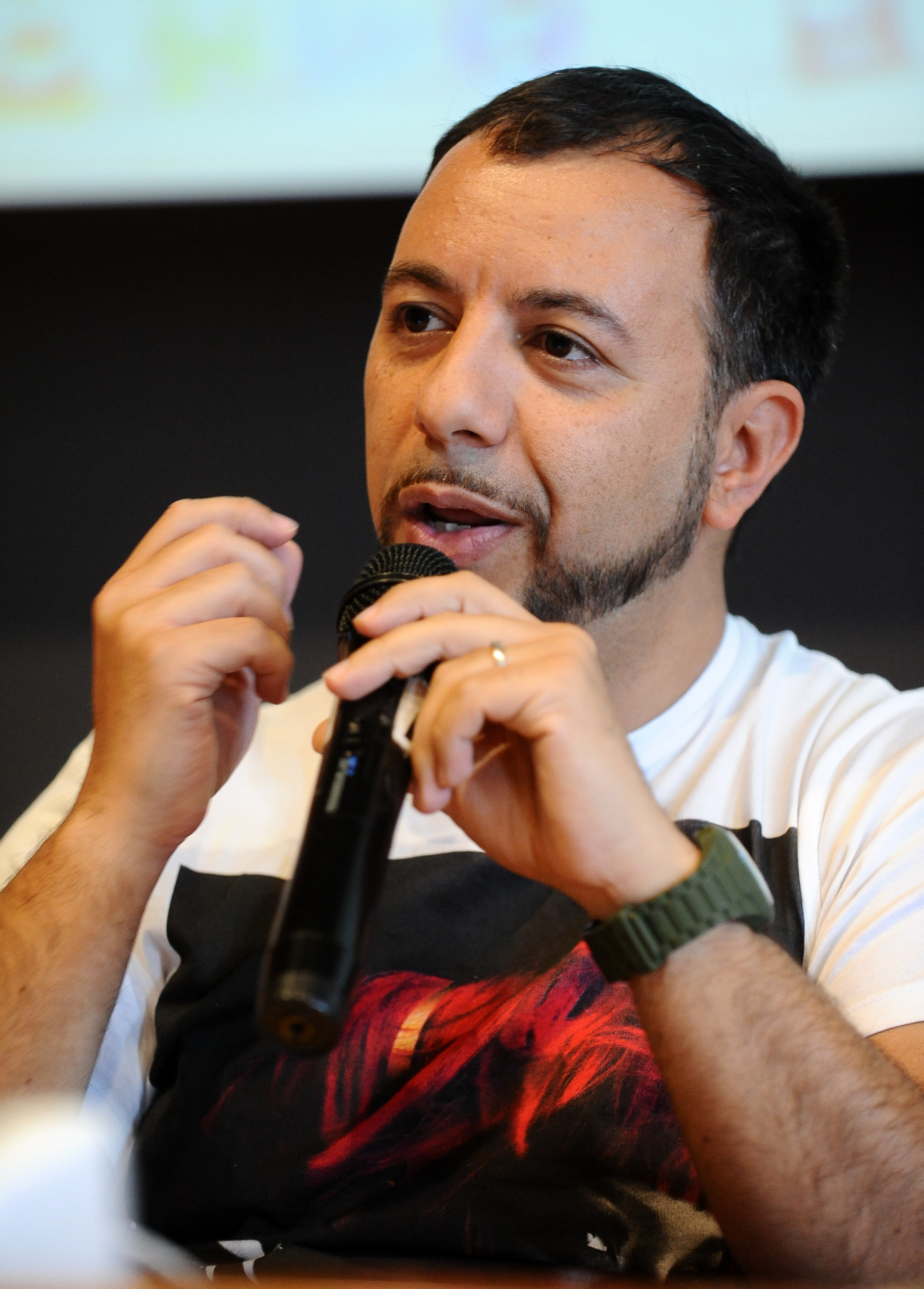
Provenzano DJ

Provenzano DJ (* 3. Dezember 1970 in Rom), eigentlich Amerigo Provenzano,  ist ein italienischer DJ und Musikproduzent. Zurzeit arbeitet er bei dem italienischen Radiosender m2o, wo er unter anderem die Sendung Out of mind live moderiert und  die Compilations des Senders mixt.

## Diskografie
- Provenzano DJ feat. Lizzy B – Funny Day
- Provenzano DJ feat. Sonya – Go Go (To The Disco)
- Molinaro & Provenzano – Running Up
- Provenzano DJ feat. Lizzy B – Sound Is Back
- Molinaro & Provenzano – It's Gonna Be
- Provenzano & Promiseland – Let Me Be
- Provenzano DJ feat Lizzy B – Vibe
- Provenzano DJ & Danijay – Ride The Way
- Provenzano DJ feat. Lizzy B. – I'm Waiting
- Provenzano DJ – Devotion